# گیا قانچلی
گیا آلکساندرُویچ قانچلی (به گرجی: გია ყანჩელი) (زادهٔ ۱۰ اوت ۱۹۳۵ در تفلیس، گرجستان، اتحاد جماهیر سوسیالیستی شوروی - ۲ اکتبر ۲۰۱۹) آهنگ‌ساز گرجستانی بود که در بلژیک سکونت داشت.

از زمان فروپاشی اتحاد جماهیر شوروی در ۱۹۹۱ میلادی، قانچلی در اروپای غربی زندگی کرده‌است. نخست در برلین و سپس در آنتورپ . وی به‌عنوان آهنگ‌ساز برای ارکستر فیلارمونیک سلطنتی فلاندر فعالیت می کرد.

## زندگی‌نامه
قانچلی در کودکی نواختن پیانو را آموخت. بین سال‌های ۱۹۵۹ تا ۱۹۶۳ میلادی در کنسرواتوار تفلیس زیر نظر «ایوانا توسکیا» به آموختن موسیقی پرداخت. در ۱۹۷۱ مدیر موسیقی تئاتر روستاولی در تفلیس شد. در میان سال‌های ۱۹۸۴ تا ۱۹۸۹ بیشتر به تصنیف موسیقی تصادفی پرداخت. در ۱۹۹۱ به برلین در غرب اروپا رفت. پس از آن به آنتورپ در بلژیک رفت و به‌عنوان آهنگ‌ساز به فعالیت پرداخت.

## آثار
۷ سمفونی، ۱ اپرا، تعداد زیادی موسیقی فیلم، موسیقی مجلسی، و موسیقی آوازی.